# Knížectví Piombino
Panství Piombino (italsky Signoria di Piombino) a po roce 1594 Knížectví Piombino (Principato di Piombino), byl malý stát na Apeninském poloostrově se středem v Piombinu, zahrnující část ostrova Elba. Existoval v letech 1399–1805, poté byl sloučen do Knížectví Lucca a Piombino. Roku 1815 byl včleněn do Toskánského velkovévodství.

## Seznam vládců
- Iacopo I. Appiani
- Gherardo 1399–1404
- Iacopo II. 1404–1441
- Paola 1441–1445
- Rinaldo 1445–1450
- Caterina 1445–1451
- Emanuele 1451–1457
- Iacopo III. 1457–1474
- Iacopo IV. 1474–1511
- Iacopo V. 1511–1545
- Iacopo VI. 1545–1585
- Alessandro 1585–1589

Znak Appianů

Vlajka panství Piombiono (1398–1701)

- Iacopo VII. 1589–1603 (po roce 1594 kníže)
- Rudolf 1603–1611
- Isabella 1611–1628
- Philip 1628–1634
- Niccolò I. 1634–1664
- Giovan Battista 1664–1699
- Niccolò II. 1699–1700, při regentství jeho matky Anny Marie Arduino
- Olimpia 1700
- Ippolita 1701–1733, s Gregoriem II. jako spoluregentem (1701–1707)
- Eleonora 1734–1745
- Gaetano 1745–1777
- Antonio 1778–1805, sesazený francouzskými vojsky v letech 1799 a 1801